# Stadtmühle (Heinsberg)
Die Stadtmühle war eine Wassermühle an der Jungen Wurm in der Stadt Heinsberg im nordrhein-westfälischen Kreis Heinsberg im Regierungsbezirk Köln.

## Geographie
Die Stadtmühle hatte ihren Standort an der Hochstraße in der Stadt Heinsberg. Das Grundstück, auf dem das Mühlengebäude stand, hatte eine Höhe von ca. 40 m über NN. Oberhalb der Stadtmühle hatte die Dahlmühle ihren Standort.

## Gewässer
Die Junge Wurm war ein weitestgehend parallel zur Wurm verlaufendes Gewässer. Die Abzweigstelle von der Wurm befand sich im Geilenkirchener Stadtteil Nirm auf einer Höhe von 54 m über NHN. Von dort floss die Junge Wurm in nordnordwestlicher Richtung durch die Ortsgebiete von Randerath, Horst, Porselen, Dremmen, Grebben, Heinsberg und Kempen, wo sie in nordöstlicher Richtung in die Rur mündet. Westlich von Kempen spaltet sich aus der Jungen Wurm an einem Teilungswehr ein „Mühlenbach“ genannter Abzweig ab, der entlang des Ortes Karken fließt und vor der Wolfhager Mühle sich mit dem Schaafbach vereinigt. Wenige Kilometer später mündet dieses Gewässer nach der Überquerung der deutsch-niederländischen Grenze südlich von Vlodrop auf einer Höhe von 29 m über NHN ebenfalls in die Rur. In den 1940er-Jahren wurde die Junge Wurm im südlichen Verlauf verfüllt und im nördlichen Bereich begradigt und verlegt, was die endgültige Stilllegung der meisten der rund 15 Mühlen entlang des Mühlenkanals zur Folge hatte.

## Geschichte
Während in vielen Städten die Mühlen außerhalb der Stadtmauern standen, gab es in der Stadt Heinsberg neben der Außenmühle Dahlmühle auch eine Mühle innerhalb der Stadtmauern, die um 1300 vom Grundherrn errichtet wurde. Sie lag an der Jungen Wurm, dem Mühlenkanal, der durch Heinsberg floss.
1307 wurde die Mühle urkundlich erstmals erwähnt, als Gottfried II, Herr von Heinsberg, die Mühle für 100 Malter Roggen jährlich in Erbpacht an den Müller Gottfried gab. 1542 bekam die Mühle ein zweites Wasserrad. 1711 brannte die Mühle mit den Nachbarschaftsgebäuden nieder, wurde jedoch unverzüglich wieder aufgebaut. 1808 wurde die Stadtmühle als konfiszierter Feudalbesitz von Frankreich zusammen mit der Dahlmühle an Privathand verkauft. Das Mühlengebäude wurde 1944 im Zweiten Weltkrieg zerstört.

## Galerie

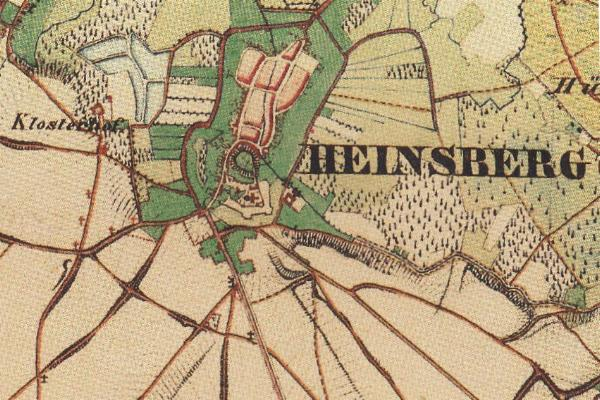
Heinsberg auf der Uraufnahme von 1843
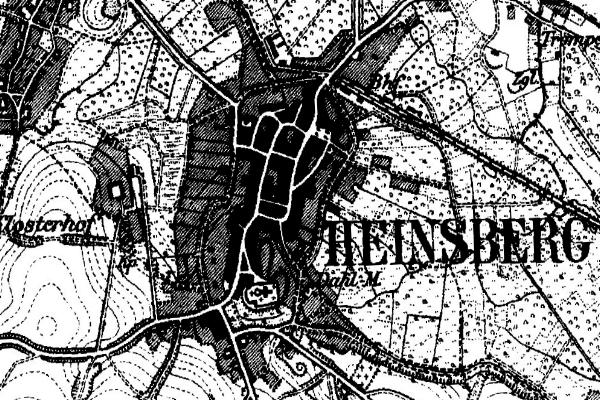
Heinsberg auf der Neuaufnahme von 1893

→ Siehe auch Liste von Mühlen an der Wurm und ihren Zuflüssen